# 松山站 (愛媛縣)
松山站（日语：〔〕／ Matsuyama eki */?）是位於日本四國愛媛縣松山市南江戶一丁目鐵路車站，隸屬於四國旅客鐵道（JR四國）及日本貨物鐵道（JR貨物）的鐵路車站，由JR四國管理。本站在JR四國的車站編號為Y55與U00，而在JR貨物的車站編號則為7019。為了與同樣設置在松山市中心的伊予鐵道主要樞紐車站「松山市」區隔，在當地口語上一般稱本站為「JR松山車站」，並簡稱松山市為「市車站」（市駅）。
除了JR四國的鐵路路線之外，沿地下隧道可以通往附近伊予鐵道花園線上的路面電車站牌 JR松山站前停留場（JR松山駅前停留場）。

## 簡介
松山市是愛媛縣行政中心（縣廳）所在地與縣境內最大的城市，松山車站又是其主車站，因此是所有等級的列車均會停靠的主要車站。根據2013年度的統計，松山站是全JR四國中每日最多人使用的20個車站之一，排名第3。由於松山市與日本知名作家夏目漱石及其作品《少爺》（坊つちやん）有很深的淵源，因此在松山車站的站名牌等位置又可看到「少爺、瑪當娜與道後溫泉的車站」（坊っちゃん、マドンナと道後温泉の駅）的站名副標，站內也有銷售以少爺與瑪當娜為名的車站便當。

### 高架化工程
人口超過50萬的松山市雖然是全四國地區最大的城市，但長期以來市中心因為有南北走向的予讃線與車輛維護基地的存在，而將市區分割為東西兩面。除了因平交道造成經常性的交通阻塞外，也阻礙了車站周遭地區的整體發展。為了解決上述問題，在2008年時松山市制訂了新的都市計畫開始著手松山車站附近連續立體交叉化改建工程，並開始進行用地的取得。此工程的範圍涵蓋了松山市區包括松山、市坪與北伊予三個車站及多個路段，主要工程項目包括松山車站附近、美澤2丁目到空港通1丁目之間約2.4公里長的路線高架化（包括松山車站本身的高架化改建，並將月台區改為2座島式月台4條乘車線、便利同月台直接轉車的型式），市坪附近、土居田町到市坪西町之間配合列車回送需要而進行約1.7公里長的複線化工程，北伊予站的擴建，並將原本與松山車站併設的車輛維護基地與貨運站遷移到北伊宇站與伊予橫田站之間面積約6.3公頃、1.3公里長的新站區及增設南伊予站。
透過松山站與鄰近路段的高架化改建工程，將可一次取消此路段上多達8座的平交道，改以立體交叉的方式穿越6條都市計畫級道路與6條一般道路，而提升這些道路的行車、行人流暢性。且因為高架化後的鐵路線用地需要較平面路線少，而得以騰出空間多修築一條與路軌平行、6公尺寬的側道，將往返的地面車流分離，而提升路面交通的流暢度。
伴隨鐵路高架化與遷移貨運站、車輛基地後騰出的用地，松山車站周圍將會進行大規模的都市重劃與再開發。主要工程項目包括在車站西側、部分原貨運站與車輛基地用地上增建新的站前廣場以便和在東側的原站前廣場整合，一些原本在車站西側、因被鐵路切斷而成為囊底路的幹線街道也會打通延長至松山車站前。另外，位在車站東側，原本只到站前圓環外圍就轉向的伊予鐵道路面電車路線（大手町線，本身是「松山市內線」系統的一部份）也會沿著都市計畫道路等級的「車站西口南江戶線」延長至南江戶3丁目（與國道196號的交叉口）附近，並增設新的停車站牌。
不過，由於收地問題，縱然其他的改善工程早已開展甚至已完成，但松山站站房的重建工程遲遲都未能展開，原定為配合2017年日本國民體育大會舉行前完成，結果預計要到2024年才可完成整個計劃。經過數度的延遲，首先介於松山外環狀線與松山外環狀線之間的1.7公里長的複線化工程已於2019年中完成，2020年3月，隨着位於北伊予站旁的新避線、新松山貨物站、南伊予站及旁邊的新松山運轉所也相繼投入使用，約一半的高架化工程已完成，同年6月，部份位於松山站旁的側線、原車輛基地建築物等亦已被拆去，而車站前後的2.4公里高架段亦已經陸續興建起基座，部份更已裝上了橋面，待原側線及車輛基地的用地整理好後，隨即進入興建高架化站房的工程。

## 車站結構

### JR四國
2024年9月29日，高架化後的第三代站房正式啟用，原來的第二代站房現時仍使用中，但舊驗票口已被撤去，同時在舊月台及路軌的指定位置上則另搭起臨時通道，連接至新站房的西口方向。舊跨線行人天橋亦已被欄封。

#### 站房
兩層高的高架車站，設於第二代站房東側，即原來松山運轉區的泊車場位置。車站入口位於地下，設東口及西口，兩個出口以自由連絡通道連接。解決了過往車站東側的乘客必須繞道至兩端的平交道前往西側舊站房入站的問題。站房北端另預留通道，用作日後松山市電大手町線伸延時之用。
站房地下南端為商店街「謝謝通」，設有飲食店及售賣土產的攤檔；北端為車站大堂及中央閘口。閘口採用閘機出入，是繼高松站及高知站後，JR四國第三個使用閘機的車站。
月台設於二樓，通過閘口後，可利用扶手電梯或升降機前往月台層。

#### 月台
設有島式月台兩個、共2面4線的配置。其中1、2號台主要供特急列車使用；3、4號月台為普通列車停靠月台。對比第二代月台時將特急「石槌」及「宇和島」同時停靠在同一月台，新安排將石槌號停靠於1號月台；宇和島號則停靠在2號月台（但宇和島7號除外，會被安排與石槌10號共停於1號月台），使兩者轉乘時變得更為便利。

#### 第二代舊站房
與站舍相接有側式月台1面1線與島式月台1面2線，合計2面3線的地面車站。車站旁邊過往設有車輛基地（松山運轉所）及松山貨物站，隨松山站高架化計劃展開，車輛基地及貨物站均已搬離，只剩下最外圍仍保留數條側線作列車停泊之用。
設有綠窗口和自動售票機，但沒有自動閘機。事務管理編號使用▲701452。

#### 月台配置
| 月台 | 路線    | 方向 | 目的地               |
| ---- | ------- | ---- | -------------------- |
| 1－3 | ■予讚線 | 上行 | 今治、高松、岡山方向 |
| 1－3 | ■予讚線 | 下行 | 八幡濱、宇和島方向   |

### 伊予鐵道

#### 月台配置
| 月台 | 路線        | 目的地           |
| ---- | ----------- | ---------------- |
| 1    | ■1號線 環狀 | 古町、木屋町方向 |
| 2    | ■2號線 環狀 | 往松山市         |
| 2    | ■5號線      | 往道後溫泉       |

## 歷史

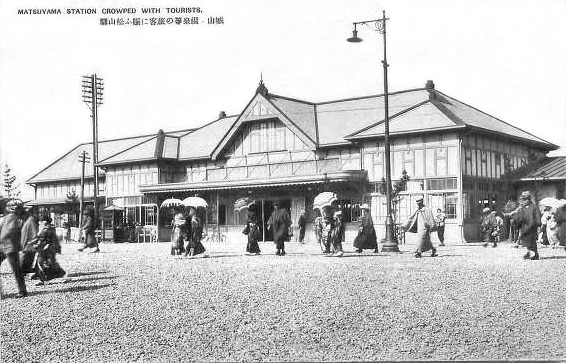
初啟用時期的松山車站。

- 1927年（昭和2年）4月3日：配合由鐵道省管轄的讚予線（今予讚線）伊予北條至松山之間路段通車，本站以鐵道省下轄車站之姿啟用，啟用時原為終點站。
- 1930年（昭和5年）
  - 2月27日：連往南郡中（今伊予市）的讚予線延伸路段通車，本站不再是終點站。
  - 4月1日：讚予線改名成「予讚線」。
- 1933年（昭和8年）8月1日：予讚線改名「予讚本線」。
- 1934年（昭和9年）3月24日：連結予讚本線與土讚本線（今土讚線）的公路客運接駁路線、予土線（今JR四國巴士松山高知急行線（日语：松山高知急行線））開始營運，松山車站開始兼營長途客運業務。
- 1987年（昭和62年）4月1日：配合日本國鐵分割民營化，車站的客運與貨運業務分別由JR四國與JR貨物繼承。
- 1990年（平成2年）11月21日：伊予北條至伊予市內之間的路段電氣化。
- 2006年（平成18年）3月1日：導入車站編號制度，本站獲Y55編號。
- 2013年（平成25年）10月13日：與位在台北的臺鐵松山車站締結姊妹站[9]。

## 車站周邊
- 道後溫泉
- 松山城
- 子規堂
- 站前體育館
- 中野家（牛肉飯店）
- 松山溫泉

## 相鄰車站
※特急「潮風」「石鎚」「Midnight EXP松山」「Morning EXP松山」「宇和海」、觀光列車「伊予灘物語」的停靠站參見各列車條目。
四國旅客鐵道（JR四国）
■予讚線
三津濱（Y54）－松山（Y55、U00）－市坪（U01）
伊予鐵道
大手町線
宮田町（06）－JR松山站前（05）－大手町站前（04）

## 外部連結
- 松山站（JR四國） （页面存档备份，存于）

33°50′25.4″N 132°45′5″E / 33.840389°N 132.75139°E